# Gesetz zum Schutze der nationalen Symbole
Das Gesetz zum Schutze der nationalen Symbole (RGBl. I S. 285) wurde am 19. Mai 1933 von der Reichsregierung erlassen und ist von Adolf Hitler als Reichskanzler, Joseph Goebbels als Reichsminister für Volksaufklärung und Propaganda sowie Wilhelm Frick als Reichsminister des Innern unterzeichnet.

## Inhalt

### Verbote
§ 1 des Gesetzes regelte: „Es ist verboten, die Symbole der deutschen Geschichte, des deutschen Staates und der nationalen Erhebung in Deutschland öffentlich in einer Weise zu verwenden, die geeignet ist, das Empfinden von der Würde dieser Symbole zu verletzen.“ Das Verbot bezog sich unmittelbar auf Gegenstände in der Form eines derartigen Symbols (insbesondere eines Hakenkreuzes) oder solche beweglichen Sachen, auf, in oder an denen sich ein solches Symbol befand, insbesondere das Inverkehrbringen dieser Gegenstände. Ergänzend enthielt § 8 des Gesetzes die Möglichkeit, Polizeiverordnungen für solche Fälle zu erlassen, in denen die Zuwiderhandlung gegen § 1 „im Singen und Spielen bestimmter Lieder oder sonst in anderen Handlungen als dem Inverkehrbringen von Gegenständen besteht.“ Von diesem Ermächtigungsvorbehalt wurde in der Folgezeit mehrfach Gebrauch gemacht, so mit der „Polizeiverordnung gegen den Mißbrauch des Badenweiler Marschs“ vom 17. Mai 1939 (RGBl. I S. 921) und der „Polizeiverordnung zum Schutz der nationalen Symbole und Lieder“ vom 5. Januar 1940 (RGBl. I S. 31).
Gemäß den Ausführungsverordnungen des Gesetzes durften Bilder des Führers in Form von Büsten und Plaketten nicht ohne Zustimmung der Reichsleitung der NSDAP verwendet werden.

### Zuständigkeiten und Rechtsfolgen
Die „Höhere Verwaltungsbehörde“ des Herstellungsortes konnte gegebenenfalls Gegenstände entschädigungslos einziehen. Die Polizeibehörde durfte schon vor einer derartigen Entscheidung nach eigenem Ermessen tätig werden und eine Beschlagnahme vornehmen. Eine Entschädigung war auch dann ausgeschlossen, wenn später rechtskräftig entschieden wurde, dass ein Verstoß gegen das Gesetz nicht vorlag.
Wer vorsätzlich oder fahrlässig Waren in Verkehr brachte, die dem Verbot unterlagen, konnte mit Geldstrafe bis zu 150 RM oder Haft bestraft werden.

## Hintergrund
Nach der Machtergreifung wurden diverse Gegenstände wie Schmuck, Kästchen, Fingerhüte, Eierbecher, Kleiderknöpfe, Weihnachtskugeln, Weinflaschen, Schuhanzieher, Teller und Besteck  mit Hakenkreuzen, Führerbildern und vielfältiger NS-Symbolik produziert, ausgestellt und zum Kauf angeboten. Durch ein Gesetz sollte verhindert werden, dass der nationalsozialistische Staat oder die NSDAP „durch den Schmutz gezogen“ oder lächerlich gemacht wurde.
Listen mit den beanstandeten und verbotenen Gegenständen wurden im Reichsanzeiger und im Reichsministerialblatt veröffentlicht.

## Aufhebung
Das Gesetz wurde 1945 durch das Kontrollratsgesetz Nr. 1 betreffend die Aufhebung von NS-Recht aufgehoben.